# Joe Smith (cestista 1977)
Joseph Troy Smith, detto Joe (New Orleans, 17 dicembre 1977), è un ex cestista statunitense.
È il fratello di Jaime, a sua volta cestista.

## Palmarès
- Coppa Italia di Legadue: 1

Nuova Sebastiani Rieti: 2007
- Legadue: 1

Nuova Sebastiani Rieti: 2006-07
- Player of the Year nella Gulf South Conference: 2000-01
- MVP FIBA EuroCup All-Star Game: 2008